# Zoelas
Los zoelas (en latín, zoelae) eran una tribu prerromana perteneciente al pueblo de los astures mencionada por Estrabón. 
Claudio Sánchez-Albornoz, interpretando a Plinio y siguiendo a algunos autores modernos como Flórez, Vigil y Macías, defendió que el territorio zoela se situaba entre los ríos Navia y el Eo. Pero según la mayoría de las investigaciones llevadas a cabo en las últimas décadas del siglo XX, los historiadores del siglo XXI estiman que el área habitada por este pueblo se situaría en la región de Braganza en Portugal y se extendería hasta la Tierra de Aliste al este, en la provincia de Zamora, y hasta el área de Miranda de Duero en Portugal. Algunos historiadores localizan la capital de los zoelas en la aldea de Ouselle, antigua Ocellum Galaicorum, en el municipio lucense de Becerreá.[cita requerida] Pero otros piensan que Asturica Augusta (Astorga) podría haber sido su capital conventual y que la capital de la comunidad podría haber sido la ciudad de Curunda, ubicada en algún lugar indeterminado entre Braganza y la provincia de Zamora, cerca de lo que hoy se conoce como Rionegro del Puente.
Los zoelas también son mencionados en altares encontrados en Braganza, concretamente en el castro de Avelãs. Este pueblo dejó estelas funerarias decoradas con símbolos circulares, simbolizando el sol y con diseños animales como el cerdo y el venado. Los zoelas son de origen desconocido. Muchos autores los consideran una de las etnias más antiguas de la península ibérica. 
El lino cultivado por los zoelas, llegó a ser famoso en Roma.   

## Tabla de Astorga

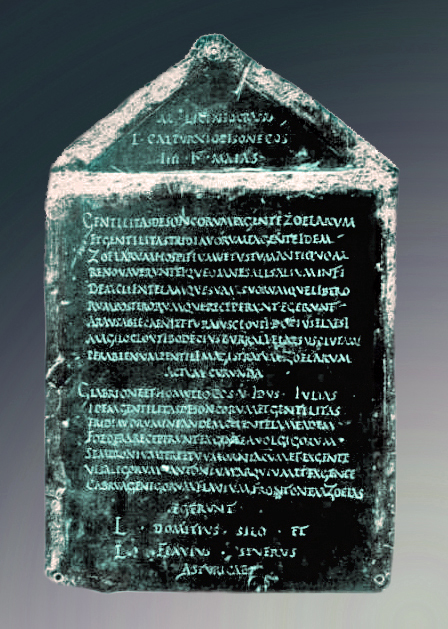
Tabla de los zoelas o Tabla de Astorga es un texto jurídico realizado sobre una placa de bronce (32x24 cm) de forma cuadrangular y coronada por un frontón triangular en cuyo interior aparece la data consular. Se encuentra en el Staatliche Museen de Berlín.

En el Museo de Berlín se conserva la denominada Tabla de Astorga o Tabla de los zoelas. La Tabla recoge un pacto de hospitalidad de fecha no precisada y sus posteriores renovaciones en los años 27 y 152 d. C. entre dos grupos tribales del pueblo de los zoelas, los desoncos y los tridiavos.